# چارلز الن برنی
چارلز الن برنی (به انگلیسی: Charles Allen Burney) (متولد ۱۹۳۰) باستان‌شناس انگلیسی است که به خاطر کاوش‌هایش برای بریتانیا در اورارتو آناتولی در دهه ۱۹۵۰ میلادی و حفاری یانیق تپه در روستای تازه کند تبریز بین سال‌های ۱۹۶۰ تا ۱۹۶۲ مشهور گشت.

## زندگانی و سابقه علمی
برنی در ایتون کالج و کینگز کالج دانشگاه کمبریج درس خواند.
برنی دانش‌آموخته و عضو مؤسسه بریتانیایی باستان‌شناسی در آنکارا در سال‌های ۱۹۵۴–۱۹۵۶ بود و در حفاری‌های ترکیه و سپس ایران شرکت داشت. او به خاطر کاوش‌هایش برای بریتانیا در اورارتو آناتوی در دهه ۱۹۵۰ میلادی و حفاری یانیق تپه در روستای تازه کند تبریز بین سال‌های ۱۹۶۰ تا ۱۹۶۲ مشهور گشت. یانیق تپه یه منطقه چندین دوره‌ای در شمال غربی دریاچه ارومیه در ۹ فاز جداگانه بود که شامل برخی نخستین دوران سکنی‌گزینی در ناحیه هم می‌شد. او مقالاتی دربارهٔ آناتولی‌شناسی و ایران نوشت. او مدرس ارشد در دانشگاه منچستر بود.

## آثار منتخب
- The peoples of the hills: Ancient Ararat and Caucasus. Weidenfeld & Nicolson, London, 1971. (With دیوید مارشال لانگ) (History of Civilization)
- From village to empire: An introduction to Near Eastern Archaeology. Phaidon, Oxford, 1997. ISBN 0714817309
- Historical dictionary of the Hittites. Scarecrow Press , Lanham, 2004. ISBN 0810849364 (Historical dictionaries of ancient civilizations and historical eras, no. 14.) (Republished by Scarecro Press as The A to Z of the Hittites, 2010.)